# Таксис
Та̀ксис (от др.гр. τάξις – „подреждане“) – вродена поведенческа реакция изразяваща се в движение на организъм или отделни клетки в отговор на някакъв външен дразнител. Когато движението е насочено към дразнителя, таксисът е положителен, а когато е в обратна посока – отрицателен. Тропизмът е друга реакция на организма (обикновено растение) при която се наблюдава нараствана по направление на дразнителя, т.е. няма свободно придвижване.
За уточняване на вида дразнител се слага определена представка към думата. Например много насекоми проявяват положителен фототаксис, т.е. придвижват се към източника на светлина. Това се използва от ентомолозите за залагане на т.нар. фотокапани за залавяне на множество видове насекоми.

## Видове
Според вида на дразнителя, таксисите се делят на:
| вид таксис                  | дразнител        |
| --------------------------- | ---------------- |
| фототаксис                  | светлина         |
| хемотаксис                  | химично вещество |
| хидротаксис                 | влажност         |
| гравитаксис                 | гравитация       |
| тигмотаксис                 | допир            |
| анемотаксис                 | вятър            |
| баротаксис                  | налягане         |
| електротаксис галванотаксис | ел. ток          |
| магнитотаксис               | магнитно поле    |